# The Lord of the Rings: The War of the Rohirrim
The Lord of the Rings: The War of the Rohirrim is een Amerikaans-Japanse fantasy-animatiefilm uit 2024, geregisseerd door Kenji Kamiyama naar een scenario van Jeffrey Addiss & Will Matthews en Phoebe Gittins & Arty Papageorgiou, gebaseerd op personages gecreëerd door J.R.R. Tolkien.

## Verhaal
The War of the Rohirrim speelt zich 183 jaar voor de gebeurtenissen uit The Lord of the Rings af en vertelt het verhaal van Helm Hammerhand, een legendarische koning van Rohan, en zijn familie terwijl ze hun koninkrijk verdedigen tegen een leger van Dunlendings. Helm wordt de naamgever van het bolwerk Helm's Deep.

## Stemverdeling
| Personage        | Engelse stem            |
| ---------------- | ----------------------- |
| Helm Hammerhand  | Brian Cox               |
| Wulf             | Luke Pasqualino         |
| Éowyn            | Miranda Otto            |
| Olwyn            | Lorraine Ashbourne      |
| Hama             | Yazdan Qafouri          |
| Haleth           | Benjamin Wainwright     |
| Fréaláf Hildeson | Laurence Ubong Williams |
| Freca            | Shaun Dooley            |
| generaal Targg   | Michael Wildman         |
| Lord Thorne      | Jude Akuwudike          |
| Lief             | Bilal Hasna             |
| Old Pennicruik   | Janine Duvitski         |

## Productie
In juni 2021 kondigde filmstudio New Line Cinema aan dat ze snel wilden werk maken van de ontwikkeling van een anime-prequelfilm, samen met Warner Bros. Animation. Dit was bedoeld om te voorkomen dat New Line de filmadaptatierechten voor J.R.R. Tolkiens The Hobbit (1937) en The Lord of the Rings (1954-55) zou verliezen. De nieuwe film, getiteld The Lord of the Rings: The War of the Rohirrim, wordt geregisseerd door Kenji Kamiyama en geproduceerd door Joseph Chou. Mede-schrijver Philippa Boyens die betrokken was bij de The Lord of The Rings-filmtrilogie, keerde terug als adviseur en producent. Ze zei dat er jarenlang over een geanimeerde uitbreiding van de franchise was gesproken voordat ze besloten om een animefilm te maken. Jason DeMarco, de "senior vice-president anime" van Warner Bros., produceerde de film ook. Peter Jackson en de andere mede-schrijver van de filmtrilogie, Fran Walsh, waren officieel niet betrokken bij de nieuwe film, maar Boyens gebruikte hen als klankbord voor ideeën, en ze werden in juni 2024 gecrediteerd als uitvoerende producenten. Andere uitvoerende producenten zijn Sam Register, Carolyn Blackwood en Toby Emmerich.

## Muziek
Stephen Gallagher, die ook betrokken was bij The Hobbit-filmtrilogie, componeerde de muziek voor The War of the Rohirrim. De eindtitelsong "The Rider" wordt vertolkt door de Engelse singer-songwriter Paris Paloma.

## Release en ontvangst
The Lord of the Rings: The War of the Rohirrim ging op 13 december 2024 in première in de Amerikaanse bioscopen. De release was oorspronkelijk gepland voor 12 april 2024, maar werd uitgesteld tot december 2024 vanwege de SAG-AFTRA-staking van 2023. De film kreeg middelmatige kritieken van de filmcritici, met een score van 47% op Rotten Tomatoes, gebaseerd op 115 beoordelingen.

### Kassaopbrengsten
The Lord of the Rings: The War of the Rohirrim ging in de Amerikaanse bioscopen in première naast Kraven the Hunter met de verwachting van een bruto opbrengst in het openingsweekend van 6 à 7 miljoen Amerikaanse dollars in 2600 bioscopen. De film bracht uiteindelijk 4,6 miljoen dollar op in zijn openingsweekend en eindigde daarmee op de vijfde plaats aan de kassa.